# Щетинка (Шкловский район)
Щетинка (бел. Шчацінка) — деревня в Александрийском сельсовете Шкловского района Могилёвской области Белоруссии.
Деревня расположена на высоте 196 м над уровнем моря, на севере Могилёвской области.

## История
Упоминается в 1643 году как деревня Щетинин в составе Шкловской волости в Оршанском повете Великого Княжества Литовского.
Рядом с деревней существуют два воинских захоронения:
- В марте 1944 года в районе Щетинки были захоронены 14 партизан Шкловской военно-оперативной группы, погибших во время облавы в деревне Рогожанка. В 1981 году в 0,3 км к востоку от деревни на месте их захоронения был поставлен памятник. Здесь же захоронены расстрелянные зимой 1942 года евреи — жители Щетинки, те, кто избежал расстрелов в Староселье, а также тела других евреев убитых во время карательной операции и брошенных на месте расстрела.
- Тогда же, в марте 1944-го в окрестностях Щетинки погибли и в 2,4 км к западу от деревни были захоронены 154 партизана 60-го особого партизанского отряда имени Ф. М. Седлецого. В 1983 году на братской могиле также был поставлен памятник.